# Área de Proteção Ambiental da Praia de Ponta Grossa

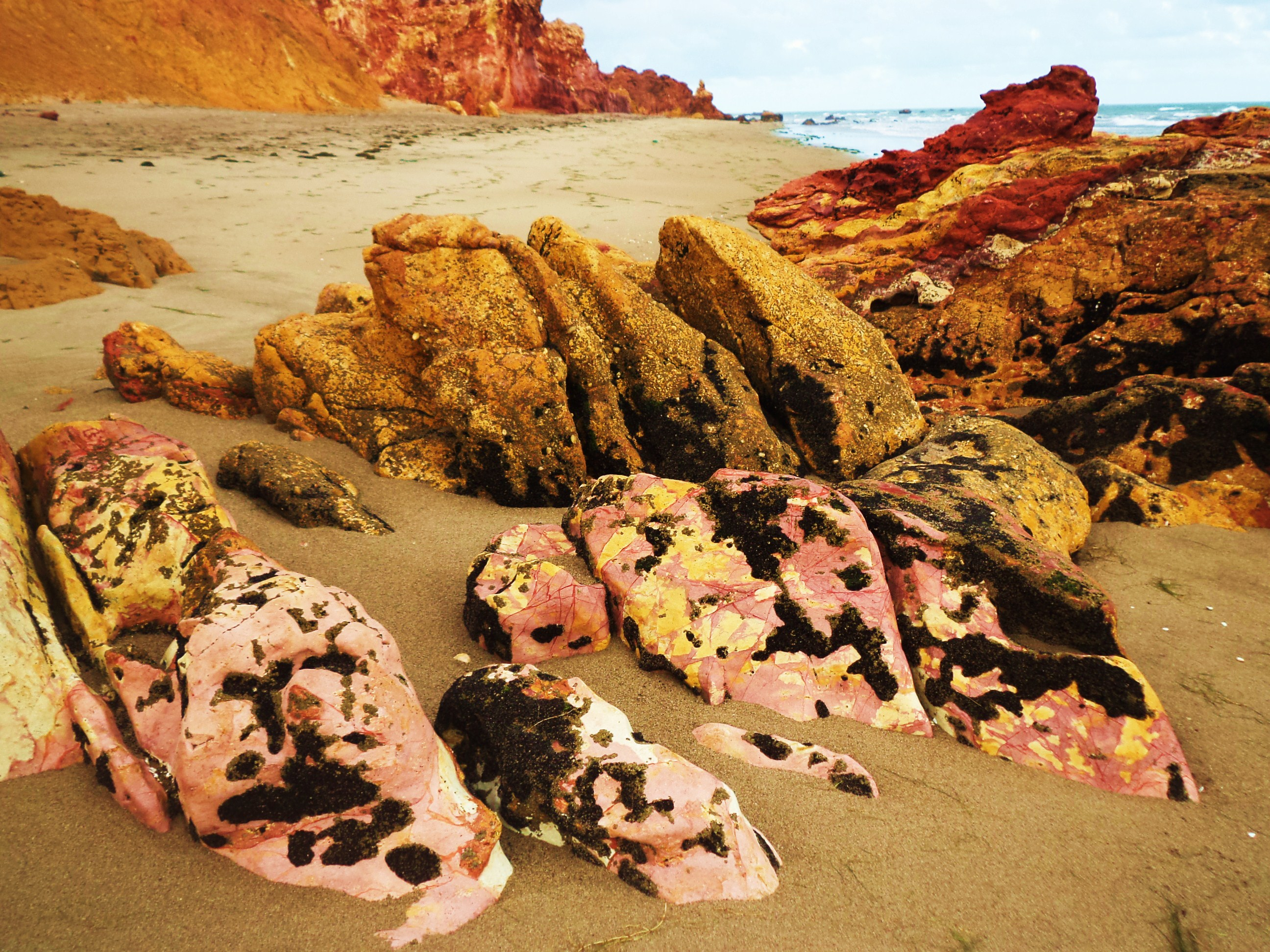
Formações rochosas multicoloridas da Praia de Ponta Grossa

A Área de Proteção Ambiental da Praia de Ponta Grossa é uma unidade de conservação municipal localizada em Icapuí, estado do Ceará. Foi criada em 1998 por meio da Lei No. 262/98 e administrada pelo município.

## Características
Situa-se a leste da Praia de Quixaba e inclui toda a Praia de Ponta Grossa e parte da Praia Redonda. A APA é dividida em duas zonas. A primeira, chamada de preservação ambiental por merecer proteções especiais, inclui as praias, planície de maré, lagoa costeira, mangues e dunas. A segunda zona, de conservação ambiental, abrange as matas no alto da falésia de Retiro Grande a Ponta Grossa, área que abriga uma grande quantidade de cajueiros.
O local, de paisagens selvagens com falésias e belas formações rochosas com as mais variadas cores (do amarelo, passando pelo laranja, vermelho, ocre e até mesmo incríveis tons de vinho), é marcado por uma enorme ponta de pedra em barro vermelho que entra mar adentro. Na maré baixa, expõe uma fonte de água doce na praia que os nativos chamam de olheiro.